# X1 (nhóm nhạc)
X1 (tiếng Hàn: 엑스원; Romaja: Ekseuwon) là một nhóm nhạc nam Hàn Quốc được thành lập vào ngày 19 tháng 7 năm 2019 bởi công ty CJ E&M và quản lý bởi công ty Swing Entertainment thông qua chương trình thực tế sống còn Produce X 101 của đài Mnet. Nhóm gồm 11 thành viên: Han Seung-woo, Cho Seung-youn, Kim Woo-seok, Kim Yo-han, Lee Han-gyul, Cha Jun-ho, Son Dong-pyo, Kang Min-hee, Lee Eun-sang, Song Hyeong-jun và Nam Do-hyon được khán giả Hàn Quốc bình chọn từ 101 thực tập sinh đến từ nhiều công ty giải trí khác nhau. Nhóm chính thức ra mắt vào ngày 27 tháng 8 năm 2019 với mini-album đầu tay và cũng là album duy nhất trong sự nghiệp: "Emergency: Quantum Leap". Nhóm chính thức hoạt động đến hết ngày 6/1/2020, là kết quả sau những lum xùm về bê bối gian lận từ chương trình Produce X 101.

## Lịch sử

### Trước khi ra mắt
- Năm 2014, Cho Seung-youn ra mắt cùng nhóm nhạc UNIQ, sau đó anh cùng một số nghệ sĩ khác còn cùng nhau thành lập nên nhóm nhạc M.O.L.A vào năm 2015. Anh cũng đã ra mắt với tư cách là một nghệ sĩ solo và nhà sản xuất âm nhạc dưới nghệ danh Luizy vào năm 2016, trước khi đổi thành WOODZ vào năm 2018. Anh còn sản xuất bài hát đánh giá ra mắt "It's OK" cho Idol Producer.
- Năm 2015, Kim Woo-seok ra mắt cùng nhóm nhạc UP10TION với nghệ danh Wooshin. Anh còn là người dẫn chương trình trước đây trong chương trình The Show của SBS MTV cùng với thí sinh Produce 101 mùa đầu tiên và cựu thành viên I.O.I Jeon So-mi. Sau khi X1 tan rã, Wooseok trở về TOP Media và dùng tên thật làm nghệ danh thay vì lấy tên Wooshin như trước đó.
- Năm 2016, Han Seung-woo ra mắt với tư cách là thành viên kiêm nhóm trưởng của nhóm nhạc Victon.
- Năm 2017, Lee Han-gyul trước đây đã ra mắt với tư cách là thành viên của nhóm nhạc ballad IM của Yama and Hotchicks Entertainment và ra mắt trong nhóm nhạc IM66 của MBK Entertainment để tham gia chương trình The Unit của KBS2. Anh dừng lại vị trí thứ 13 ở chương trình này.
- Năm 2018, Nam Do-hyon tham gia chương trình Under Nineteen của MBC với tư cách là thành viên của Rap Team và đã kết thúc ở vị trí thứ 42 trong chương trình.

### Produce X 101
Ngày 3 tháng 5 năm 2019, tập đầu tiên của Produce X 101 được phát sóng, tổng cộng có 12 tập phát sóng và 9 bài hát được phát hành. Ngày 19 tháng 7, tập cuối của show đã được phát sóng trực tiếp và chọn ra 11 thành viên chính thức ra mắt.
- Ghi chú: X được chọn từ tổng lượt bình chọn xuyên suốt show

| Xếp hạng | Thành viên      | Số phiếu bầu             |
| 1        | Kim Yo-han      | 1,334,011                |
| 2        | Kim Woo-seok    | 1,304,033                |
| 3        | Han Seung-woo   | 1,079,200                |
| 4        | Song Hyeong-jun | 1,049,222                |
| 5        | Cho Seung-youn  | 929,312                  |
| 6        | Son Dong-pyo    | 824,389                  |
| 7        | Lee Han-gyul    | 794,411                  |
| 8        | Nam Do-hyon     | 764,433                  |
| 9        | Cha Jun-ho      | 756,939                  |
| 10       | Kang Min-hee    | 749,444                  |
| X        | Lee Eun-sang    | tổng 3,164,535 phiếu bầu |

Hợp đồng của nhóm dự định kéo dài 5 năm chia thành 2 giai đoạn: trong đó 2,5 năm đầu sẽ hoạt động độc quyền; 2,5 năm sau sẽ hoạt động song song cùng công ty chủ quản của các thành viên đang hoạt động.

### 2019:Emergency: Quantum Leap, bê bối gian lận phiếu bầu
Sáng ngày 22 tháng 7, đại diện của Swing Entertainment xác nhận ngày ra mắt của nhóm. Theo đó, X1 sẽ chính thức ra mắt vào ngày 27/8 với hình thức "show-con" (concert kết hợp showcase) tại sân vận động Gocheok Sky Dome. Chiều 27/8, X1 tổ chức buổi họp báo giới thiệu album đầu tay Emergency: Quantum Leap. Nhóm chiến thắng từ show thực tế Produce X 101 tung MV cho ca khúc chủ đề Flash. Ca khúc debut của nhóm là một bản EDM sôi động và có giai điệu hứa hẹn gây nghiện nhờ đoạn drop bắt tai. Các thành viên thể hiện động tác vũ đạo ấn tượng, giọng rap và các note cao đều rất thu hút. Sản phẩm đầu tiên của X1 nhận được nhiều lời khen của người hâm mộ.
Vào tháng 10/2019, X1 và CJ bị cảnh sát điều tra sau khi nhiều fan tố gian lận phiếu bầu. Nhóm sau đó đã bị đóng băng tất cả hoạt động, các công ty quảng cáo và chương trình âm nhạc đều từ chối và rút hợp đồng nhóm. Vào tháng 12 năm 2019, cảnh sát đã chính thức xác nhận rằng X1 đã bị gian lận phiếu bầu, tuy nhiên sẽ không công bố thứ hạng thực trong đêm chung kết. Kết quả điều tra cũng chỉ ra việc gian lận xảy ra với nhóm nhạc Wanna One từ Produce 101 Season 2 và nhóm nhạc nữ IZ*ONE hiện tại đang hoạt động từ Produce 48. Từ đó công ty CJ và các nhóm nhạc liên quan bị nhận vô số chỉ trích vì bị gian lận dẫn đến tương lại nhóm trở nên lận đận và bất đồng với nhau.

### 2020: Tan rã
Vào ngày 6 tháng 1 năm 2020, công ty CJ E&M cùng với các công ty chủ quán khác của các thành viên, đã thông báo rằng hợp đồng của nhóm sẽ kết thúc sớm hơn so với dự kiến ban đầu do những sự bất đồng trong các công ty chủ quản của các thành viên và quảng bá do bê bối gian lận từ Produce X 101 trước đây, qua đó nhóm đã ghi danh trong hạng mục nhóm nhạc có tuổi đời ngắn nhất lịch sử ngành công nghiệp âm nhạc Kpop. Nhóm thay vì hoạt động 5 năm thì tan rã sau 5 tháng hoạt động ngắn ngủi.
"Các thành viên X1 và những công ty quản lý đã đàm phán với mong muốn có thể thỏa thuận nhất trí. Tuy nhiên, chúng tôi không thể đi đến một thỏa thuận chung nên đã quyết định giải tán nhóm. Thông báo được đưa ra đồng loạt bởi Play M Entertainment, Yuehua Entertainment, TOP Media, OUI Entertainment, MBK Entertainment, Woollim Entertainment, DSP Media, Starship Entertainment và Brand New Music", đại diện của các công ty này cho biết.
Trước đó, CEO của CJ ENM thông báo IZ *ONE và X1 sẽ được tiếp tục hoạt động của họ và CJ EM sẽ hỗ trợ đầy đủ các hoạt động trong tương lai của họ. Tuy nhiên, với phương án giải tán nhóm X1, đây được cho là một quyết định đúng đắn khi danh tiếng của nhóm đã bị ảnh hưởng nhiều từ vụ bê bối gian lận phiếu bầu.
Thông tin X1 tan rã nhanh chóng trở thành chủ đề nóng. Phần lớn khán giả tỏ ra ủng hộ quyết định giải thể X1: "Chuyện này tốt cho nhóm. X1 sẽ không thể quảng bá yên ổn với nhau khi cứ bị bê bối thao túng phiếu bầu vây quanh như thế", "Nếu cứ tiếp tục hoạt động, X1 sẽ bị ràng buộc với scandal gian lận này mãi mãi. Bây giờ các chàng trai đã được tự do làm những gì mình muốn và có một khởi đầu mới rồi"... Có một thông tin nổ ra, trong khi thảo luận về về kế hoạch tương lai của nhóm, các thành viên X1 không trực tiếp có mặt tại cuộc họp thảo luận. Đồng nghĩa họ không biết cuộc họp đã thảo luận về những vấn đề gì.
Dẫu vậy, X1 đã để lại nhiều tiếng vang khi phá vỡ các kỷ lục xếp hạng, album bán ra trong thời điểm đó. Gần đây, ca khúc chủ đề FLASH debut đã đạt hơn 100 triệu lượt xem. Cho đến thời điểm hiện tại, các thành viên "tan đàn xẻ nghé", ai về nhà nấy và tập trung vào các hoạt động riêng do công ty quản lý lên kế hoạch. Hầu hết các thành viên đã đi con đường riêng của họ và đang bắt đầu một hành trình mới. Trong đó, nhiều thành viên bắt đầu gây chú ý, trong khi một số bỗng "chìm nghỉm" vào thời gian này.

#### Sau khi tan rã
Sau bê bối gian lận, các thành viên động loạt đăng thư viết tay gửi lời xin lỗi đến fandom của họ và cảm ơn họ đã ủng hộ X1 trong thời gian hoạt động vừa rồi. Các thành viên trở lại hoạt động cùng với công ty chủ quản
- Han Seung-Woo về với Play M Entertainment hoạt động dưới tư cách thành viên nhóm nhạc Viction
- Kim Woo-Seok về với TOP Media hoạt động dưới tư cách thành viên của nhóm UP10TION với nghệ danh Wooshin. Woo-Seok đã debut solo vào năm 2020 với Red Moon. Kim Woo-Seok cùng với Ravi và Yeri thành viên nhóm nhạc Red Velvet tham gia vào dự án remake '2020 Cool Summer Project' với Sorrow
- Kim Yo-Han trở về với Oui Entertainment hoạt động với tư cách thành viên của nhóm nhạc WEi. Kim Yo-Han có màn solo mở đường với No More với Produce Zion.T mở đường cho nhóm. Năm 2020, Kim Yo-Han ra mắt với tư cách diễn viên với bộ phim remake 'Gửi thời thanh xuân tươi đẹp của chúng ta' bản Hàn.
- Lee Eun Sang về Brand New Music, ra mắt tư cách solo với 'Beautiful Scar' với sự góp giọng của Park Woojin thành viên nhóm nhạc AB6IX
- Lee Han-gyul và Nam Do-Hyon ra mắt với tư cách là một duo group H&D với 'Soul'
- Các thành viên Kang Min-Hee, Song Hyeong-Jun debut dưới tư cách thành viên nhóm nhạc Cravity của Starship Entertainment
- Cha Jun-Ho ra mắt với tư cách thành viên nhóm nhạc Drippin của Woollim Entertainment
- Cho Seung-youn ra mắt tư cách Solo ở công ty chủ quản Yuehua Entertainment
- Năm 2021, Son Dong-pyo ra mắt với tư cách thành viên nhóm nhạc MIRAE của DSP Media

## Cựu thành viên
| Tên khai sinh  | Tên khai sinh | Tên khai sinh | Tên khai sinh   | Vai trò                           | Ngày sinh         | Nơi sinh                             |
| Latinh         | Hangul        | Hanja         | Hán-Việt        | Vai trò                           | Ngày sinh         | Nơi sinh                             |
| Han Seungwoo   | 한승우        | 韓勝宇        | Hàn Thắng Vũ    | Main Vocalist                     | 24 tháng 12, 1994 | Bukgu, Busan, Hàn Quốc               |
| Cho Seungyoun  | 조승연        | 曹承衍        | Tào Thừa Diễn   | Main Vocalist, Lead Rapper        | 5 tháng 8, 1996   | Bundang-gu, Gyeonggi, Hàn Quốc       |
| Kim Wooseok    | 김우석        | 金宇碩        | Kim Vũ Thạc     | Lead Dancer, Visual               | 27 tháng 10, 1996 | Daedeok-gu, Daejeon, Hàn Quốc        |
| Kim Yohan      | 김요한        | 金曜漢        | Kim Diệu Hán    | Lead Rapper, Sub Vocalist, Center | 22 tháng 9, 1999  | Jungnang-gu, Seoul, Hàn Quốc         |
| Lee Hangyul    | 이한결        | 李翰潔        | Lý Hàn Khiết    | Main Dancer, Lead Vocalist        | 7 tháng 12, 1999  | Namdong, Incheon, Hàn Quốc           |
| Cha Junho      | 차준호        | 车俊昊        | Xa Tuấn Hạo     | Sub Vocalist, Visual              | 9 tháng 7, 2002   | Hongseong, Chungcheong Nam, Hàn Quốc |
| Son Dongpyo    | 손동표        | 孙陳杓        | Tôn Đông Tiêu   | Lead Dancer, Sub Vocalist         | 9 tháng 9, 2002   | Yeongdeok, Gyeongsang Bắc, Hàn Quốc  |
| Kang Minhee    | 강민희        | 姜敏熙        | Khương Mẫn Hy   | Lead Vocalist                     | 17 tháng 9, 2002  | Suncheon, Jeolla Nam, Hàn Quốc       |
| Lee Eunsang    | 이은상        | 李垠尚        | Lý Ngân Thượng  | Lead Vocalist, Visual             | 26 tháng 10, 2002 | Jeju, Hàn Quốc                       |
| Song Hyeongjun | 송형준        | 宋亨俊        | Tống Hưởng Tuấn | Lead Dancer, Sub Rapper           | 30 tháng 11, 2002 | Tongyeong, Gyeongsang Nam, Hàn Quốc  |
| Nam Dohyon     | 남도현        | 南道贤        | Nam Đạo Hiền    | Main Rapper                       | 10 tháng 11, 2004 | Icheon, Gyeonggi, Hàn Quốc           |

## Danh sách đĩa nhạc

### EP
| Tên                     | Thông tin | Xếp hạng cao nhất | Xếp hạng cao nhất | Xếp hạng cao nhất | Xếp hạng cao nhất | Xếp hạng cao nhất | Số bản tiêu thụ                                         | Chứng nhận          |
| Tên                     | Thông tin | KOR               | JPN               | JPN Hot.          | FRA Dig.          | US World          | Số bản tiêu thụ                                         | Chứng nhận          |
| Emergency: Quantum Leap | - Ngày phát hành: 27 tháng 8 năm 2019 - Hãng đĩa: Stone Music Entertainment - Định dạng: CD, tải kỹ thuật số | 1                 | 4                 | 10                | 76                | 9                 | - KOR: 657,888 - JPN: 54,029 (Phy.) - JPN: 2,685 (Dig.) | - KMCA: 2× Platinum |

### Đĩa đơn
| Năm  | Tên     | Xếp hạng cao nhất | Xếp hạng cao nhất | Xếp hạng cao nhất | Xếp hạng cao nhất | Tiêu thụ | Album                   |
| Năm  | Tên     | KOR               | KORHot            | JPNHot.           | USWorld           | Tiêu thụ | Album                   |
| ---- | ------- | ----------------- | ----------------- | ----------------- | ----------------- | -------- | ----------------------- |
| 2019 | "Flash" | 26                | 3                 | 25                | 15                |          | Emergency: Quantum Leap |

### Các bài hát được xếp hạng khác
| Năm  | Tên                               | Xếp hạng cao nhất | Xếp hạng cao nhất | Album                   |
| Năm  | Tên                               | KOR               | KORHot            | Album                   |
| ---- | --------------------------------- | ----------------- | ----------------- | ----------------------- |
| 2019 | "Like Always" (웃을 때 제일 예뻐) | 69                | 15                | Emergency: Quantum Leap |
| 2019 | "U Got It" (X1 version)           | 84                | 16                | Emergency: Quantum Leap |
| 2019 | "I'm Here for You" (괜찮아요)     | 91                | 18                | Emergency: Quantum Leap |
| 2019 | "Move" (움직여) (X1 version)      | 90                | 19                | Emergency: Quantum Leap |
| 2019 | "Stand Up" (intro)                | 106               | 25                | Emergency: Quantum Leap |

## Các hoạt động khác

### Chương trình thực tế
| Năm  | Kênh | Tên           | Thành viên | Số tập | Vai trò  | Phát sóng     |
| 2019 | Mnet | Produce X 101 | Cả nhóm    | 12     | Thí sinh | 03/05 - 19/07 |
| 2019 | Mnet | X1 FLASH      | Cả nhóm    | 2      | Bản thân | 22/08 - 29/08 |

### Người mẫu tạp chí
| Năm  | Tên                   | Thành viên | Số phát hành      |
| 2019 | 1st Look              | Cả nhóm    | Tháng 9 (Vol.182) |
| 2019 | The Star (Back Cover) | Cả nhóm    | 2019.12           |

### Radio
| Năm  | Kênh            | Tên                        | Thành viên | Ghi chú |
| 2019 | MBC Standard FM | Idol Radio                 | Cả nhóm    | 5/9     |
| 2019 | SBS FM          | Choi Hwa Jung's Power Time | Cả nhóm    | 06/09   |
| 2019 | SBS FM          | Late Night Idol            | Cả nhóm    | 19/09   |

### Video âm nhạc
| Năm  | Tên   | Ngày phát hành | Đạo diễn    | Album                   |
| 2019 | FLASH | 27 tháng 8     | Rigend Film | Emergency: Quantum Leap |

## Danh sách chuyến lưu diễn
Concert
| Năm  | Tên                 | Ngày       | Thành phố | Quốc gia | Địa điểm         |
| 2019 | X1 Premier Show-Con | 27 tháng 8 | Seoul     | Hàn Quốc | Gocheok Sky Dome |

Các chuyến lưu diễn
| Năm  | Tên                                                   | Ngày        | Thành phố | Quốc gia | Địa điểm                   |
| 2019 | "The Show" With 2019 Pohang K-Pop Concert             | 01 tháng 9  | Pohang    | Hàn Quốc | Pohang Sports Stadium      |
| 2019 | 12th KMF (Korean Music Festival) 2019                 | 16 tháng 9  | Sapporo   | Nhật Bản | Zepp Sapporo               |
| 2019 | 12th KMF (Korean Music Festival) 2019                 | 22 tháng 9  | Tokyo     | Nhật Bản | Toyosu PIT                 |
| 2019 | 12th KMF (Korean Music Festival) 2019                 | 23 tháng 9  | Tokyo     | Nhật Bản | Toyosu PIT                 |
| 2019 | KCON Thailand 2019                                    | 28 tháng 9  | Bangkok   | Thái Lan | IMPACT Arena               |
| 2019 | KCON Thailand 2019                                    | 29 tháng 9  | Bangkok   | Thái Lan | IMPACT Arena               |
| 2019 | The 100th National Sports Festival (Opening Ceremony) | 04 tháng 10 | Seoul     | Hàn Quốc | Sân vận động Olympic Seoul |
| 2019 | 8th Gangnam Festival                                  | 05 tháng 10 | Seoul     | Hàn Quốc | COEX Special Outdoor Stage |
| 2019 | SMUF (Seoul Music Festival)                           | 06 tháng 10 | Seoul     | Hàn Quốc | Gwanghwamun Square         |
| 2019 | K-Pop Festa In Bangkok                                | 10 tháng 11 | Bangkok   | Thái Lan | Bitec 105 Hall             |

## Giải thưởng và thành tựu
| Năm  | Giải thưởng             | Hạng mục                           | Đề cử                   | Kết quả   |
| 2019 | V Live Awards           | Global Rookie Top 5                | X1                      | Đoạt giải |
| 2019 | Melon Music Awards      | Best New Artist Award              | X1                      | Đề cử     |
| 2019 | Mnet Asian Music Awards | Artist of the Year                 | X1                      | Đề cử     |
| 2019 | Mnet Asian Music Awards | Best New Male Artist               | X1                      | Đề cử     |
| 2019 | Mnet Asian Music Awards | Worldwide Fan's Choice (Top 10)    | X1                      | Đoạt giải |
| 2019 | Mnet Asian Music Awards | Worldwide Icon of the Year         | X1                      | Đề cử     |
| 2019 | Seoul Music Awards      | New Artist Award                   | X1                      | Đề cử     |
| 2019 | Seoul Music Awards      | Popularity Award                   | X1                      | Đề cử     |
| 2019 | Seoul Music Awards      | K-wave Award                       | X1                      | Đề cử     |
| 2019 | Gaon Chart Music Awards | Song of the Month (August)         | "Flash"                 | Đề cử     |
| 2019 | Gaon Chart Music Awards | Album of the Quarter (3rd Quarter) | Emergency: Quantum Leap | Đề cử     |

### Chương trình âm nhạc

#### The Show
| Năm  | Ngày       | Bài hát | Điểm |
| ---- | ---------- | ------- | ---- |
| 2019 | 3 tháng 9  | "Flash" | —    |
| 2019 | 11 tháng 9 | "Flash" | 9500 |

#### Show Champion
| Năm  | Ngày       | Bài hát |
| ---- | ---------- | ------- |
| 2019 | 4 tháng 9  | "Flash" |
| 2019 | 18 tháng 9 | "Flash" |

#### M Countdown
| Năm  | Ngày       | Bài hát | Điểm  |
| ---- | ---------- | ------- | ----- |
| 2019 | 5 tháng 9  | "Flash" | 8629  |
| 2019 | 12 tháng 9 | "Flash" | —     |
| 2019 | 19 tháng 9 | "Flash" | 10945 |

#### Music Bank
| Năm  | Ngày       | Bài hát | Điểm |
| ---- | ---------- | ------- | ---- |
| 2019 | 6 tháng 9  | "Flash" | 9021 |
| 2019 | 13 tháng 9 | "Flash" | 6407 |

#### Inkigayo
| Năm  | Ngày       | Bài hát | Điểm |
| ---- | ---------- | ------- | ---- |
| 2019 | 8 tháng 9  | "Flash" | 6628 |
| 2019 | 15 tháng 9 | "Flash" | 6771 |